# چیک
چیک (به انگلیسی: Čik) رودخانه‌ای است که در صربستان جریان دارد.